# Adama Sall
Pour les articles homonymes, voir Sall.
Adama Sall est un homme politique sénégalais, plusieurs fois ministre. Il est actuellement ministre de l'Hydraulique rurale et du Réseau hydrographique national dans le gouvernement de Cheikh Hadjibou Soumaré sous la présidence d'Abdoulaye Wade.

## Biographie
Adama Sall est titulaire d’une Maîtrise en Sciences économiques, d’un Brevet de l’ENAM (École nationale d'administration et de magistrature) et d’un Diplôme d’études supérieures bancaire et financière. Il a dirigé les hôpitaux de Ndioum et de Diourbel. Il a été contrôleur d’État à la présidence de la République, successivement directeur général de la SOTRAC (Société de transport en commun du Cap-Vert), de la SAPCO (Société d'aménagement et de promotion des côtes et zones touristiques du Sénégal) et du CICES (Centre international du commerce extérieur du Sénégal). 
Président du Conseil régional de Matam, il a été directeur de cabinet dans plusieurs ministères.
Dans le premier gouvernement de Macky Sall (du 21 avril 2004 au 23 novembre 2006), il est ministre de la Fonction publique, du Travail, de l'Emploi et des Organisations professionnelles. Dans le second gouvernement de Macky Sall (du 23 novembre 2006 au 19 juin 2007), il devient ministre de l'Hydraulique.
En juin 2007, Cheikh Hadjibou Soumaré le nomme ministre de l’Hydraulique rurale, du Réseau hydrographique national, des Bassins de rétention et des Lacs artificiels. Lors du remaniement ministériel du 3 décembre 2007, il conserve son portefeuille avec un libellé légèrement modifié : ministre de l'Hydraulique rurale et du Réseau hydrographique national.